# Dom St. Peter (Osnabrück)

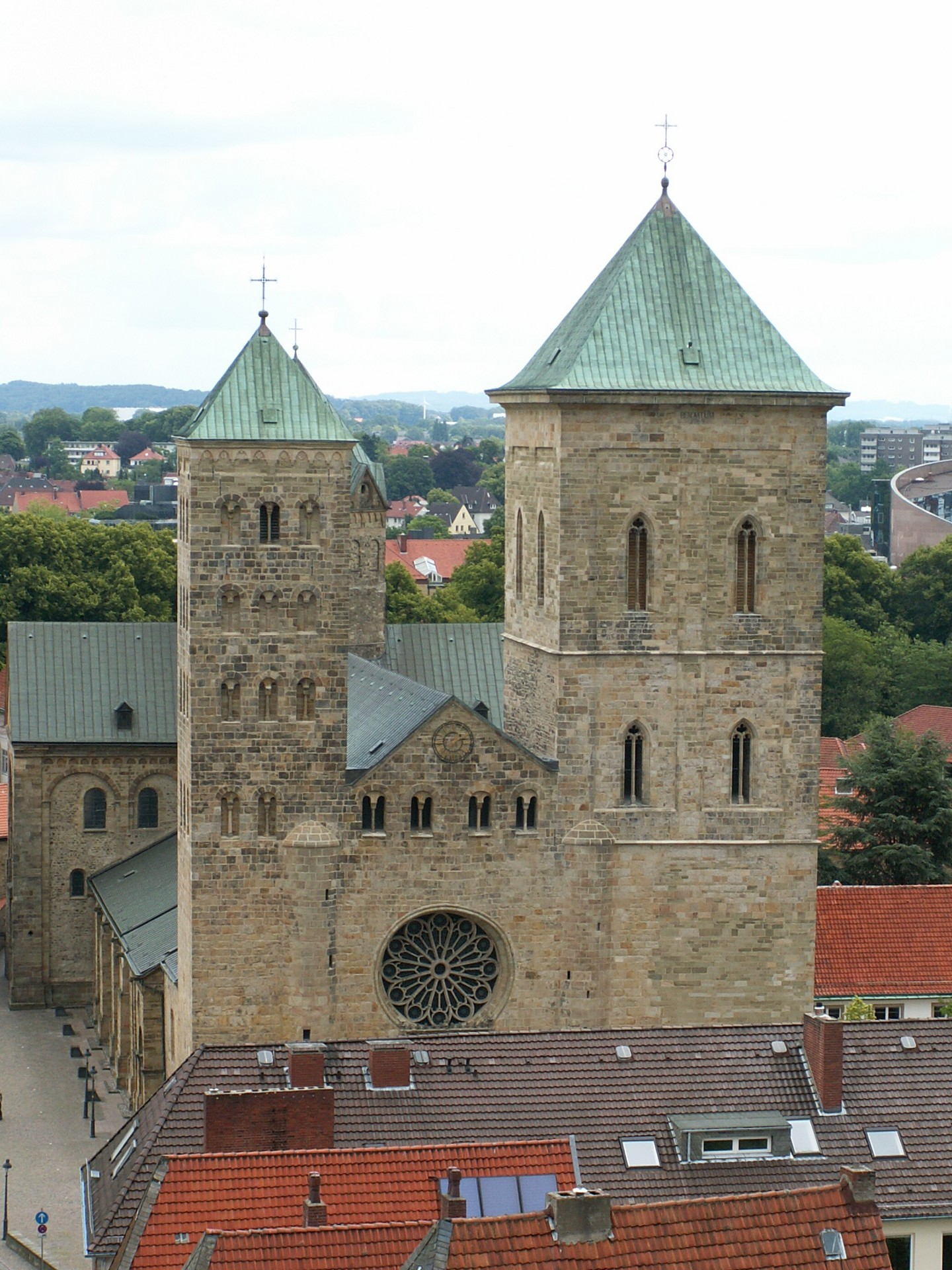
Osnabrücker Dom, mit ungleichen Westtürmen, rechts der gotische Südturm mit dem Glockengeläut, links der romanische Nordturm

Der römisch-katholische Dom St. Peter (auch Dom St. Petrus) in Osnabrück ist die Kathedrale des Bistums Osnabrück. Der Dom ist ein spätromanisches Bauwerk und prägt seit seiner Entstehung die Silhouette der Stadt. Hauptpatron ist der heilige Petrus. Die Dompfarrgemeinde gehört zum Dekanat Osnabrück-Stadt des Bistums Osnabrück.

## Baugeschichte

### Vorläufer

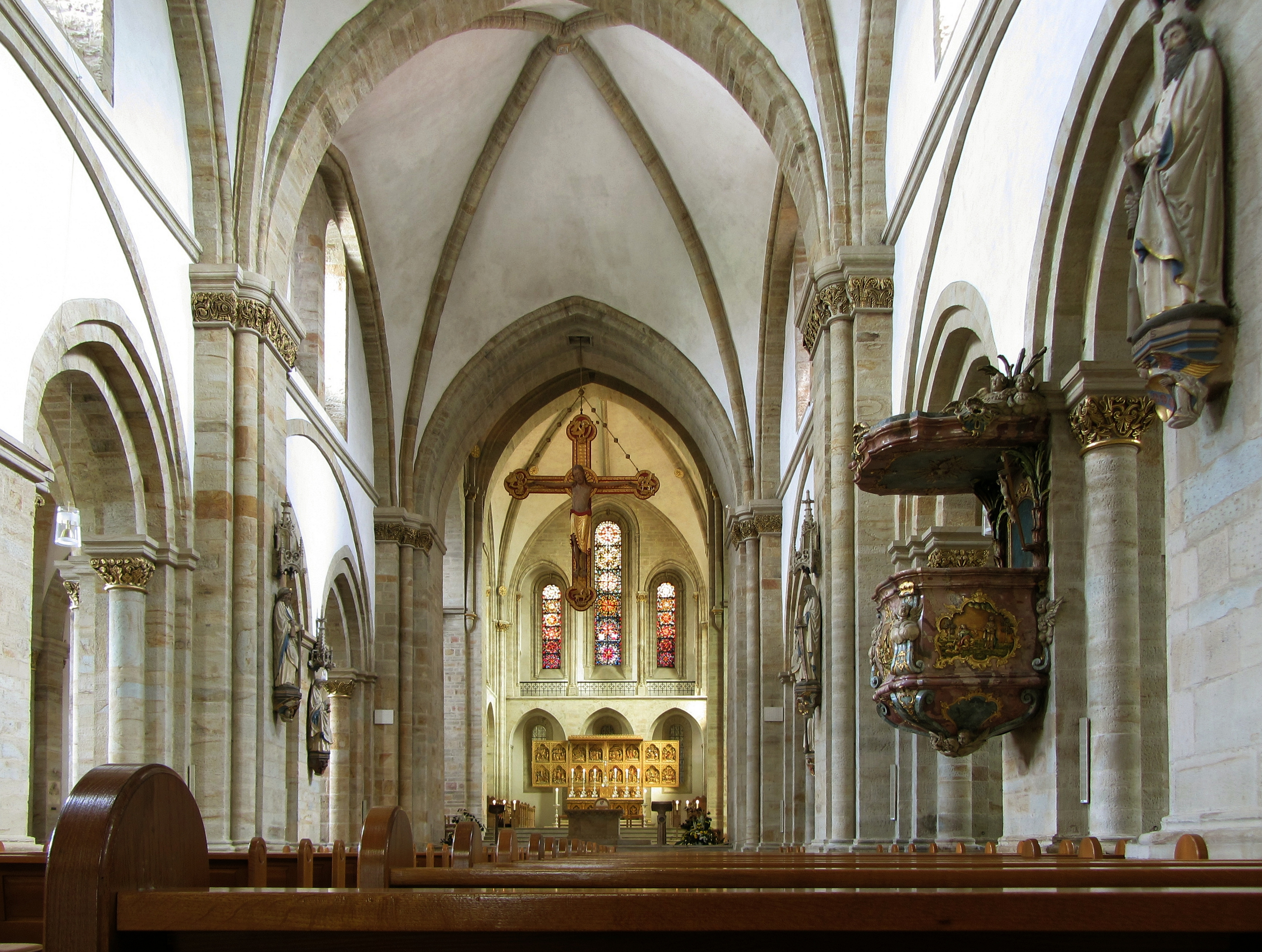
Mittelschiff nach Osten: romanische Fenster und gotische Spitzbogengewölbe, zwei Seitenschiffsjoche pro Mittelschiffsjoch, zwischen Vierung und Chor das Triumphkreuz von 1230

Fünfzehn Jahre nach der Bistumsgründung durch Karl den Großen entstand 785 die erste Kirche. Nach Zerstörung durch einen Brand im Jahre 890, vermutlich bei einem Überfall der Normannen, wurde sie wiederhergestellt.
Annähernd so viel Fläche wie die heutige Kirche bedeckte erst die Basilika des 11. Jahrhunderts. Sie hatte einen kreuzförmigen Grundriss und einen mehrgeschossigen Westbau zwischen zwei Türmen. Von ihr erhalten ist Mauerwerk im unteren Teil der Westfassade.

### Heutiges Bauwerk
Das gesamte Außenmauerwerk des Osnabrücker Doms besteht aus Sandstein, größtenteils gequadert.
Um 1140 wurde der Westchor ausgebaut und mit einem Kreuzgratgewölbe versehen. Im selben Jahrhundert wurde wahrscheinlich auch der Vierungsturm errichtet.

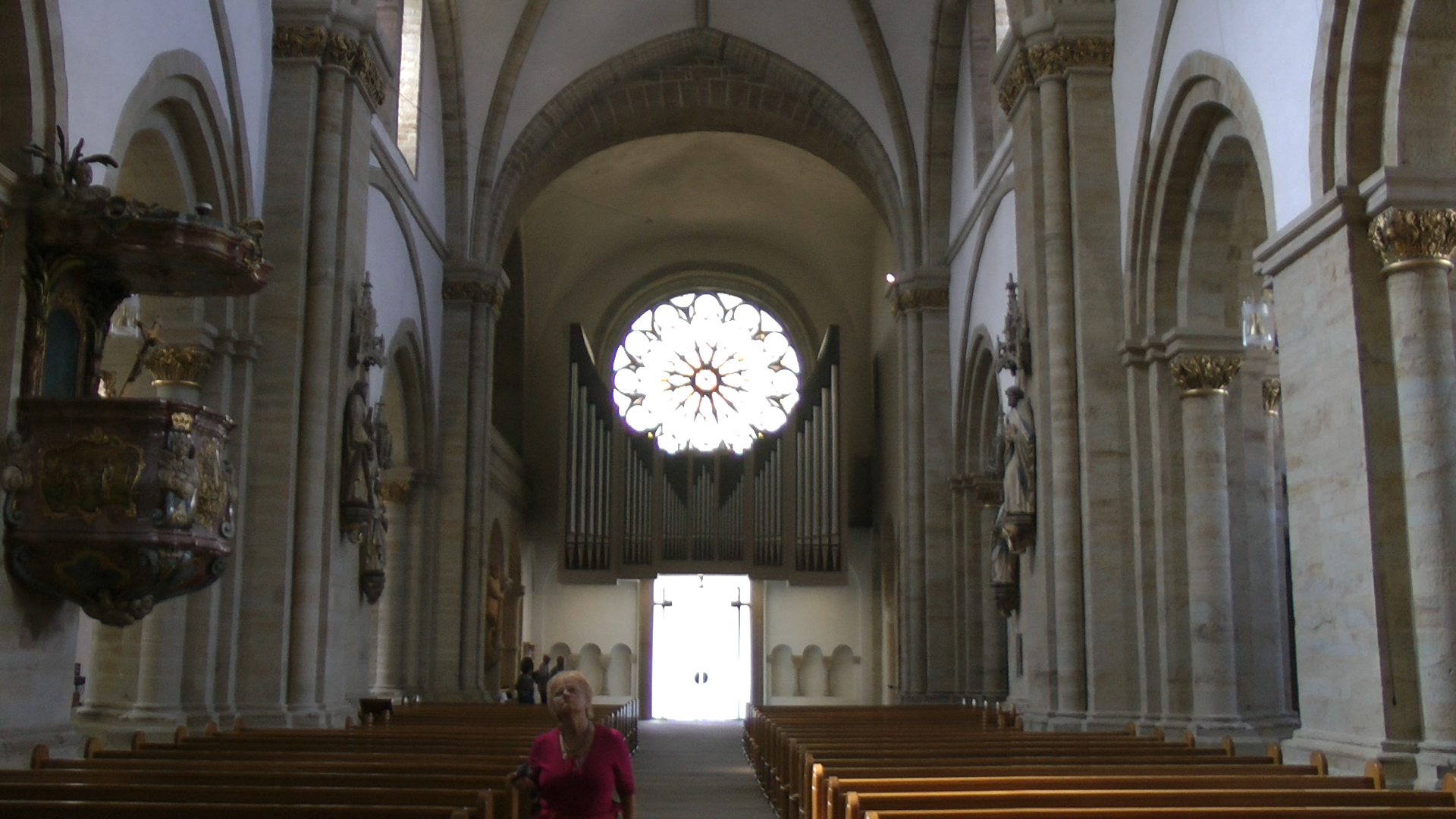
Mittelschiff nach Westen: Spitzbogen des Gewölbes vor Rundbogen des Westbaues

Ab 1218 wurden die meisten Teile des Kirchenschiffs umgestaltet: Zuerst wurde das Querhaus ersetzt, dann das Langhaus, das 1272 fertiggestellt wurde. In seinem gebundenen System umfasst das Mittelschiff drei Joche zwischen Westbau und Vierung, die Seitenschiffe je sechs. Seither haben zwar die Außenwände rundbogige Tür- und Fensteröffnungen, wie für die Romanik typisch, aber sämtliche Gewölbe von Langhaus und Querhaus sind Rippengewölbe und spitzbogig, wie es der Gotik entspricht. Allerdings entsprechen die Seitenschiffsgewölbe mit ihren kräftigen Bandrippen den Mittelschiffsgewölben des Wormser Doms, der im Unterschied rundbogige Arkaden und Seitenschiffsgewölbe hat. Spitzbögen haben auch die Arkaden zwischen Mittelschiff und Seitenschiffen und sämtliche Gurtbögen. Bemerkenswert ist, dass die Kuppelgewölbe im Mittelschiff des Langhauses genauso hoch sind wie die Pfeiler, die sie tragen. Durch die Lage der Kämpfer der Mittelschiffsgewölbe treten deren seitliche Schubkräfte so tief auf, dass man es wagen konnte, auf Strebebögen zu verzichten.
Entgegen früheren Annahmen wird heute aus Stilvergleichen, v. a. mit dem Mindener Dom, geschlossen, dass auch wichtige östlichen Teile der Kirche vor dem Brand von 1254 errichtet wurden. Der Brandschaden von 1254 erforderte allerdings erhebliche Reparaturen, die Vierung wurde neu eingewölbt und die Vierungspfeiler verstärkt. Der danach begonnene heutige Rechteckchor wurde 1270 fertiggestellt, 1277 der neue Hochaltar geweiht. Chorumgang und Marienkapelle wurden aber erst 150 Jahre später angefügt, 1434 bis 1444.
Schon zwischen 1305 und 1350 hatte die Westfassade das große Rosenfenster erhalten. Weitere gotische Fenster bekam die Kathedrale erst 1453.
Bischof Konrad III. ließ zwischen 1454 und 1482 das ganze Gebäude gründlich renovieren. 1490 wurde die Kreuzkapelle angebaut. Bis etwa 1500 hatte der Dom zwei gleich große romanische Westtürme. Von 1509 bis 1544 wurde der südliche durch den größeren heutigen gotischen Turm ersetzt und dieser mit einem hohen spitzen Pyramidendach versehen. 1529 musste der Vierungsturm wieder stabilisiert werden. Erst zwei Jahre später erhielt die Kirche ihr heutiges Westportal, nachdem dort die Taufkapelle entfernt worden war.
Im Abstand von mehr als anderthalb Jahrhunderten gingen die gotischen Turmhelme der Westtürme verloren und wurden durch barocke Hauben ersetzt, 1606 der nördliche, 1769–1771 der südliche.
Alexander Behnes, der von 1882 bis 1910 für die Erhaltung des Bauwerks verantwortlich war, ließ etliche Um- und Anbauten vornehmen.
Im Zweiten Weltkrieg zerstörten Brandbomben das Domdach mit den barocken Hauben und einige Kirchenanbauten. Beim Wiederaufbau erhielten die Türme Pyramidendächer geringer Höhe, die den überwiegend romanischen Charakter des Kirchenäußeren betonen. Das Osnabrücker Rad, das durch Kriegseinwirkung am 13. September 1944 vom Südturm stürzte, wurde seitlich des Doms aufgestellt.

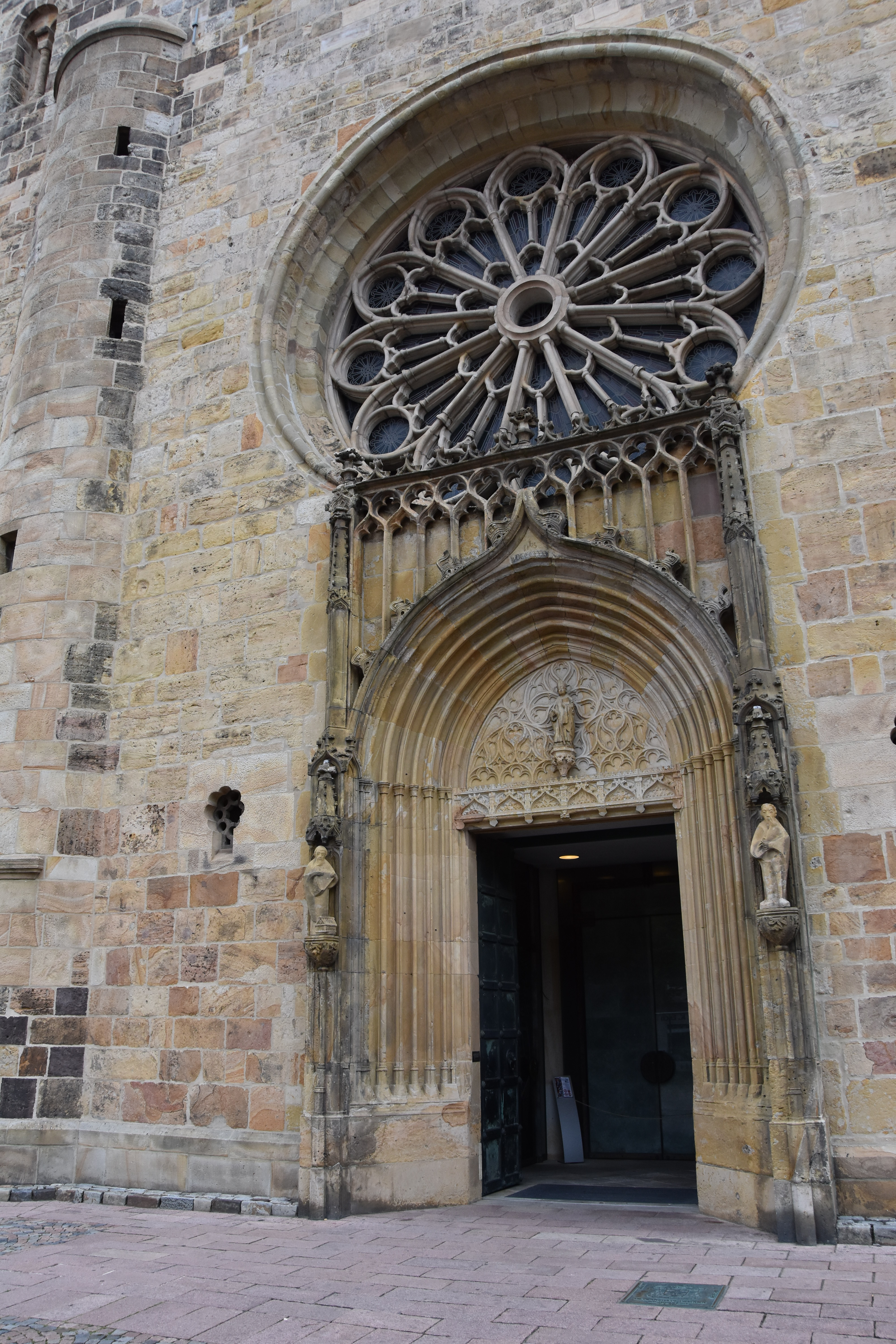
Fensterrose und spätgotisches Westportal
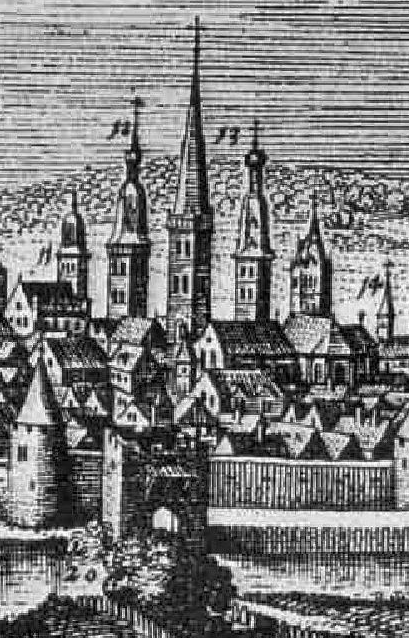
Merian 1647, Osnabrück von Osten, Cath. S. Petri (Nr. 13) mit hohem spitzen Südturm und Haube auf dem Nordturm
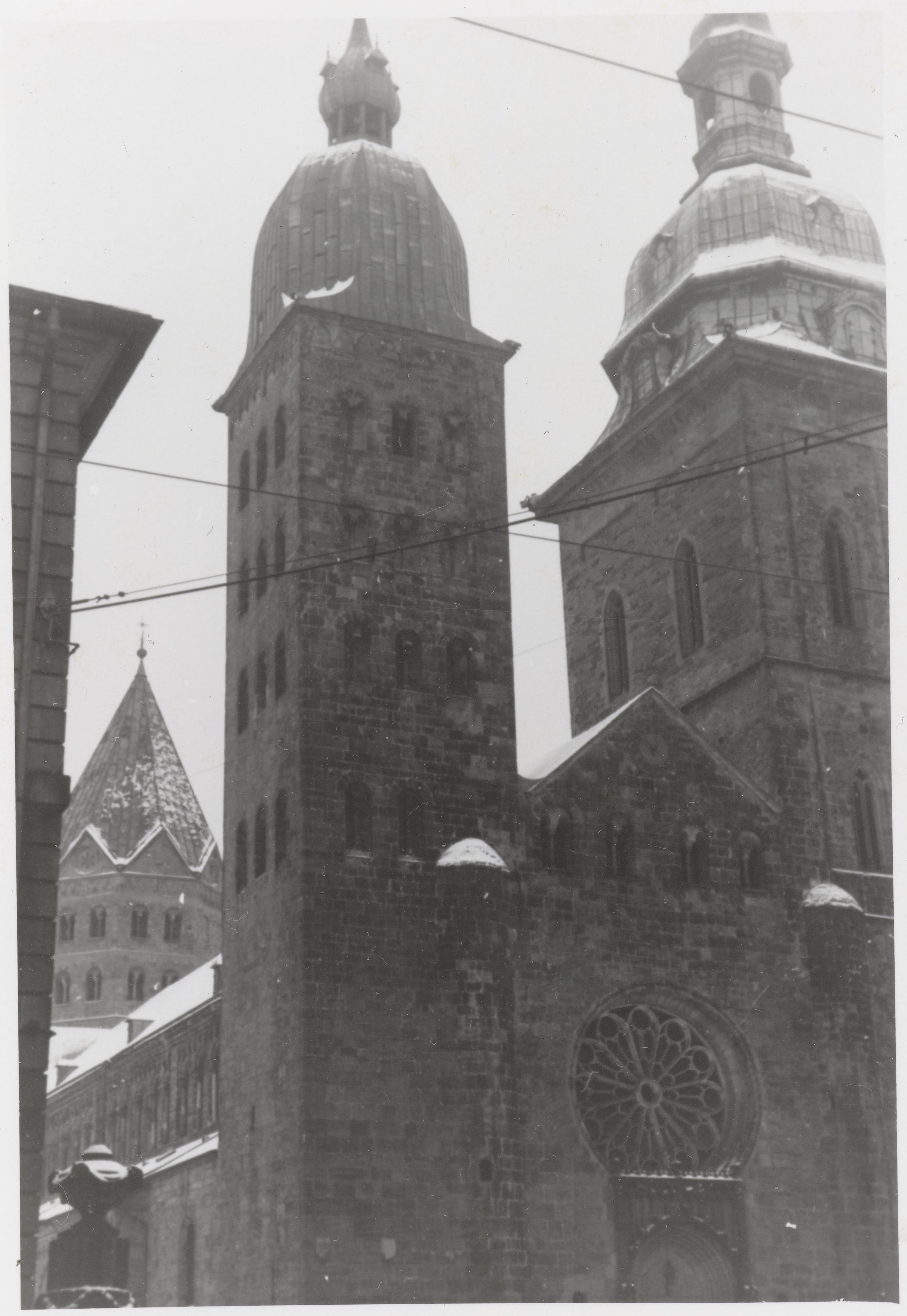
Dom zur Zeit des Zweiten Weltkriegs vor der Zerstörung der barocken Dächer
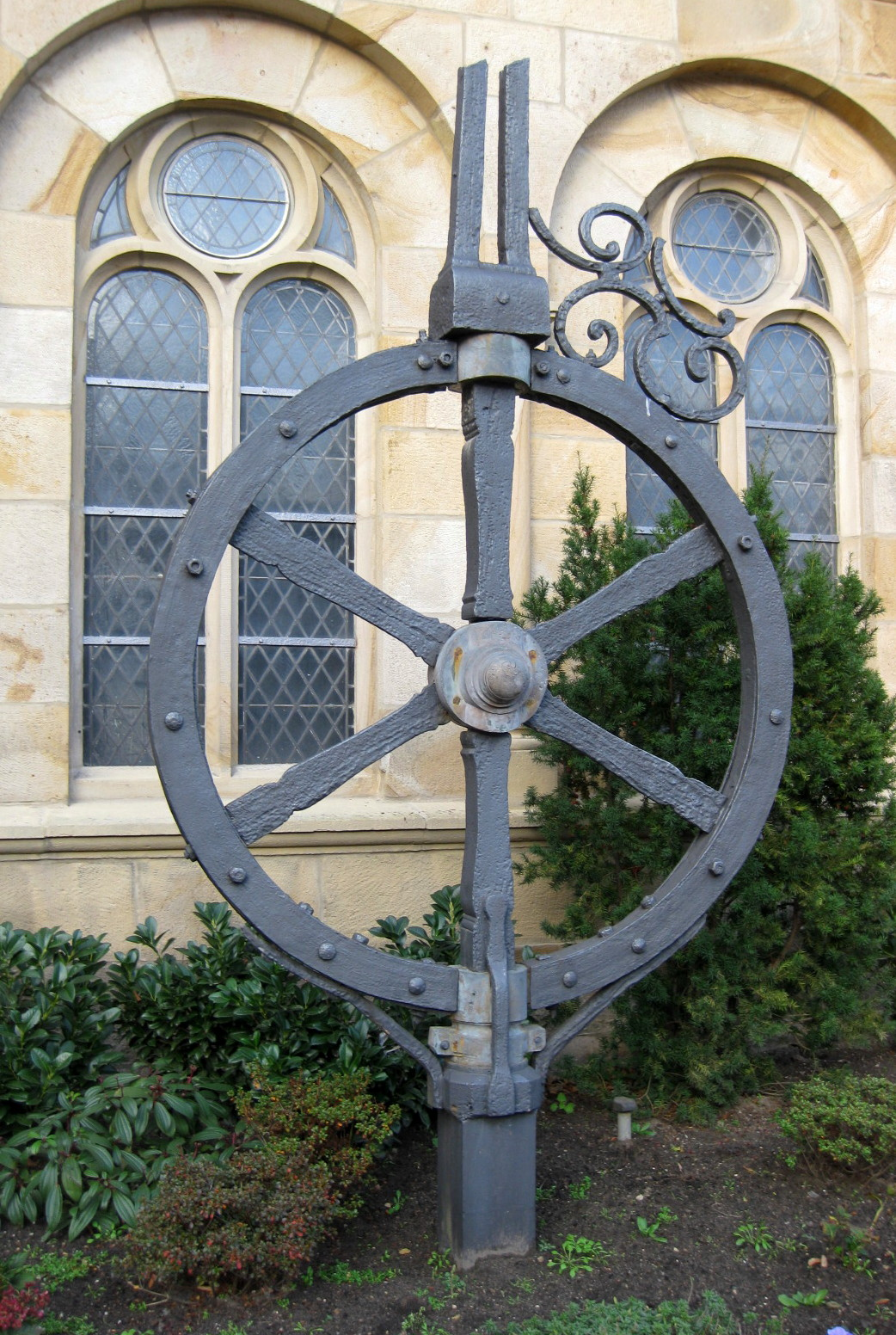
Osnabrücker Rad vom gotischen Südturm
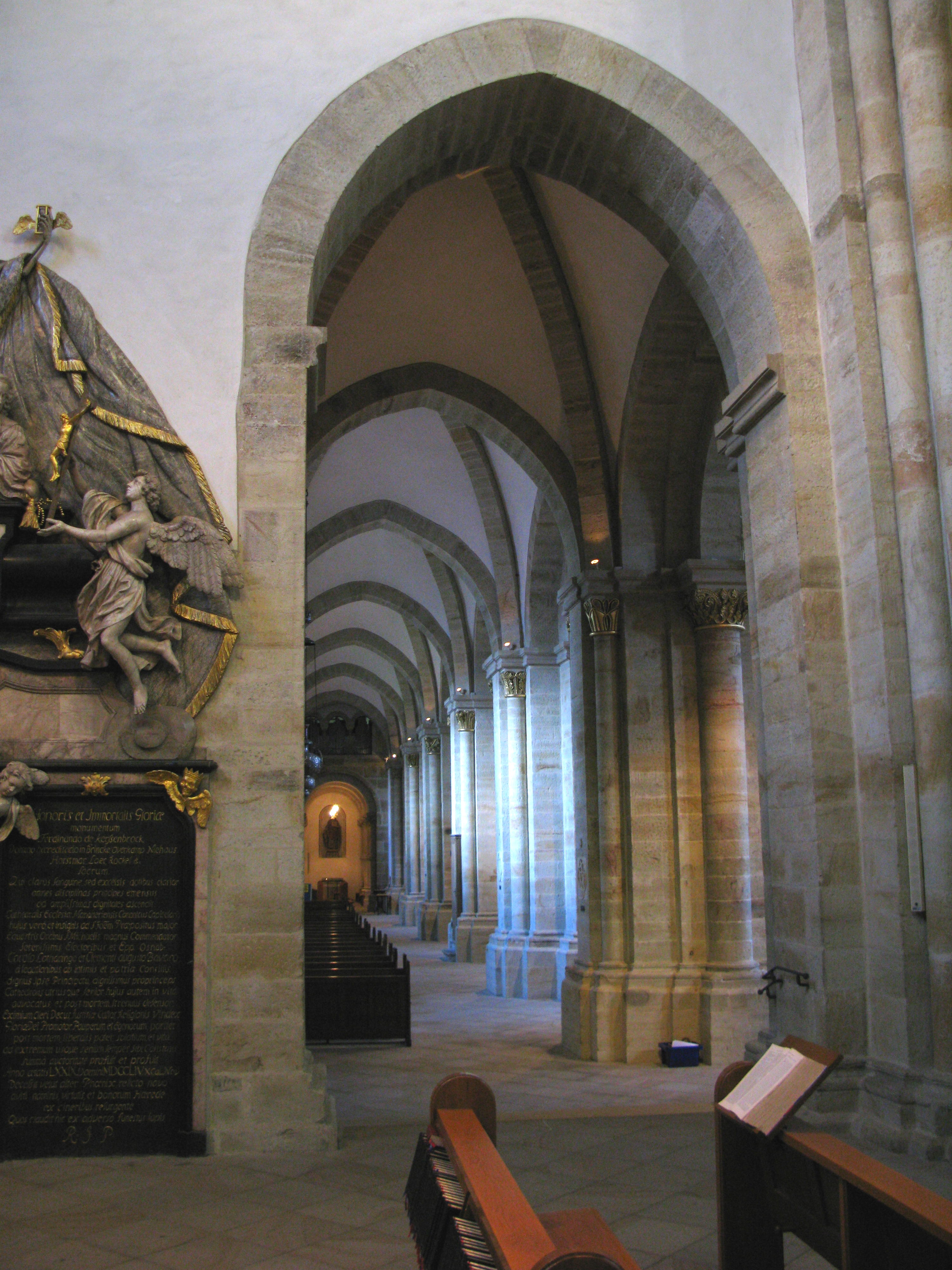
Südseitenschiff des Langhauses, spitzbogig mit Bandrippen.

### Kreuzgang

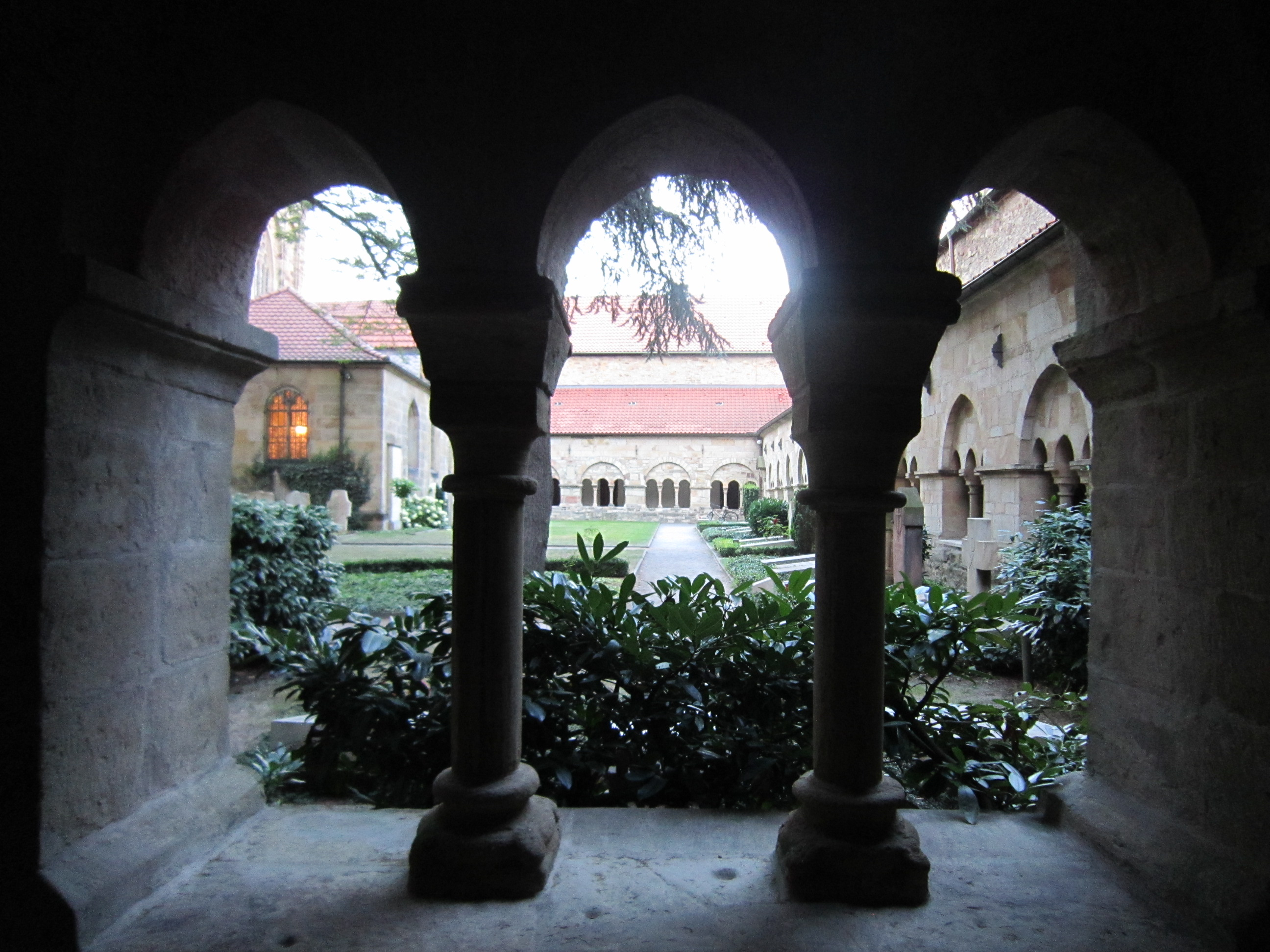
Kreuzgang um den Innenhof des Doms

Der Kreuzgang schließt sich im Süden an das Kirchenschiff an. Er weist dreiteilige offene Pfeilerarkaden auf. Im Ostflügel existieren Würfelkapitelle, die mit jenen im ehemaligen Westchor von 1140 korrespondieren. Gewölbt ist der Ostteil des Kreuzgangs durch eine gurtlose Tonne mit Stichkappen; Süd- und Westflügel sind kreuzgratgewölbt auf Gurt- und Schildbogen (zweites Viertel 13. Jahrhunderts). Im Zweiten Weltkrieg diente der zum Innenhof hin zugemauerte Kreuzgang als Luftschutzbunker.

## Ausstattung

### Hochaltar und Chorgestühl

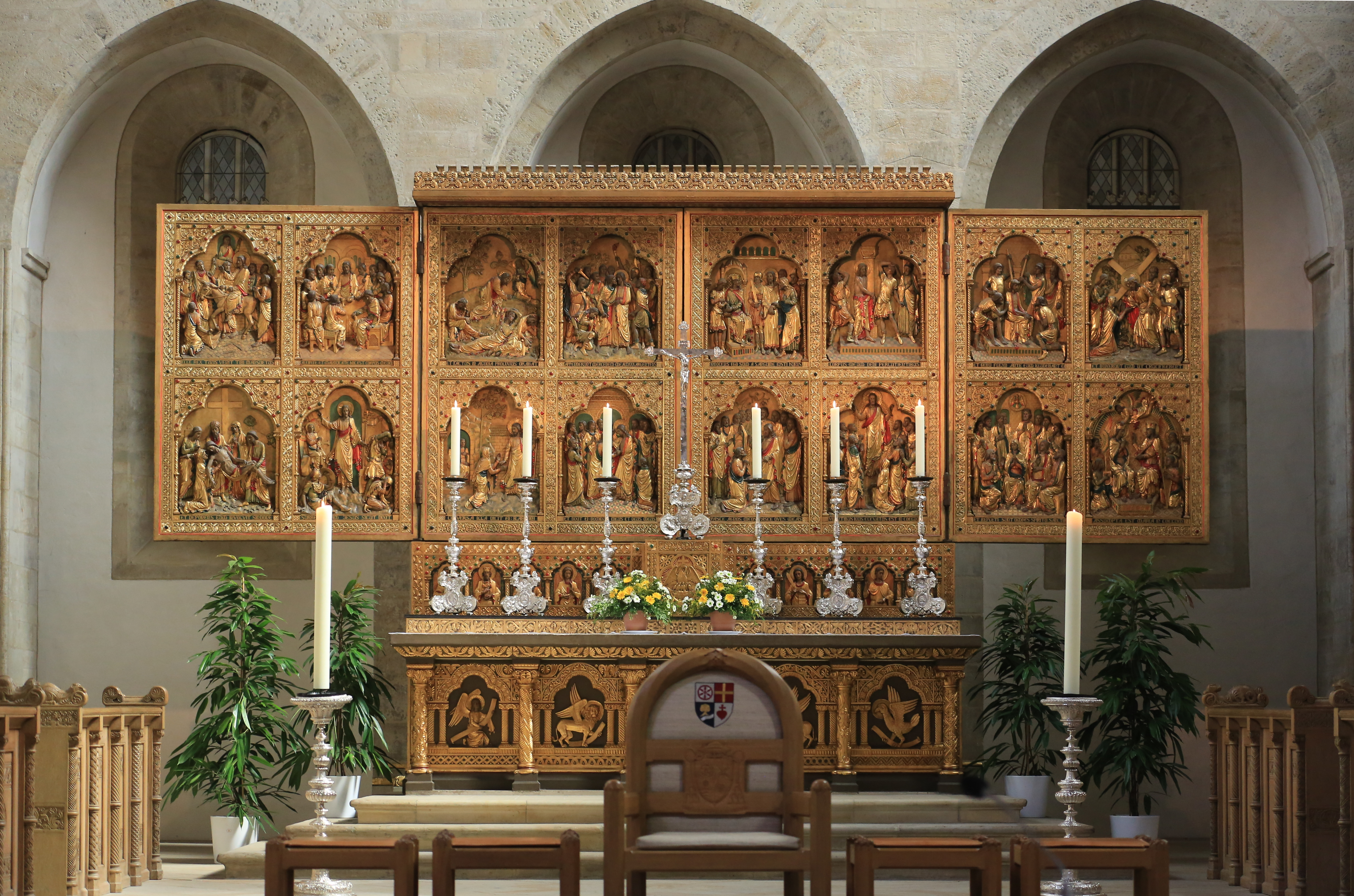
Hochaltar

Der dreiflüglige Hochaltar von 1894–1905 ist ein Werk des Osnabrücker Bildhauers Heinrich Seling (1843–1912), ebenso das Chorgestühl.

### Lettner
Vom 1664 abgebrochenen Lettner des Doms blieben zwölf Statuen des Münsteraner Bildhauers Heinrich Brabender erhalten, darunter Christus und Apostelfiguren, außerdem eine kleinere des Stifters Herzog Erich II. von Sachsen-Lauenburg, Bischof von Münster. Sie befinden sich im Diözesanmuseum Osnabrück.

### Triumphkreuz
Neben dem Taufbecken ist das Triumphkreuz von etwa 1230 das älteste Ausstattungsstück. Das Triumphkreuz weist eine Corpus-Höhe von 3,85 Metern auf. Der Kopf der aus Eichenholz gefertigten Skulptur enthält die Reliquien der Heiligen Crispin, Crispinian, den Nebenpatronen der Domkirche, sowie der heiligen Regina. Aufgrund der Jahresringe im Eichenholz lässt sich die Skulptur auf das Ende des 12. Jahrhunderts datieren. Stilistisch kann das Triumphkreuz mit Bronzearbeiten aus dem sächsisch-westfälischen Grenzraum in Verbindung gebracht werden, woraus sich eine Datierung in die erste Hälfte des 13. Jahrhunderts ergibt. Ein Indiz für diesen Traditionszusammenhang ist auch die formale Auffassung als Gemmenkreuz. Die ursprüngliche Farbfassung lässt sich in Folge von Restaurierungen kaum mehr rekonstruieren, daher sind hieraus keine weiteren Hinweise auf die Datierung zu gewinnen. Während die Christusfigur aufgrund einer früheren Restaurierung in starken Kontrasten erschienen war, wurde bei einer Maßnahme von 2003 auf eine weichere und natürlichere Farbgebung Wert gelegt.

### Taufbecken

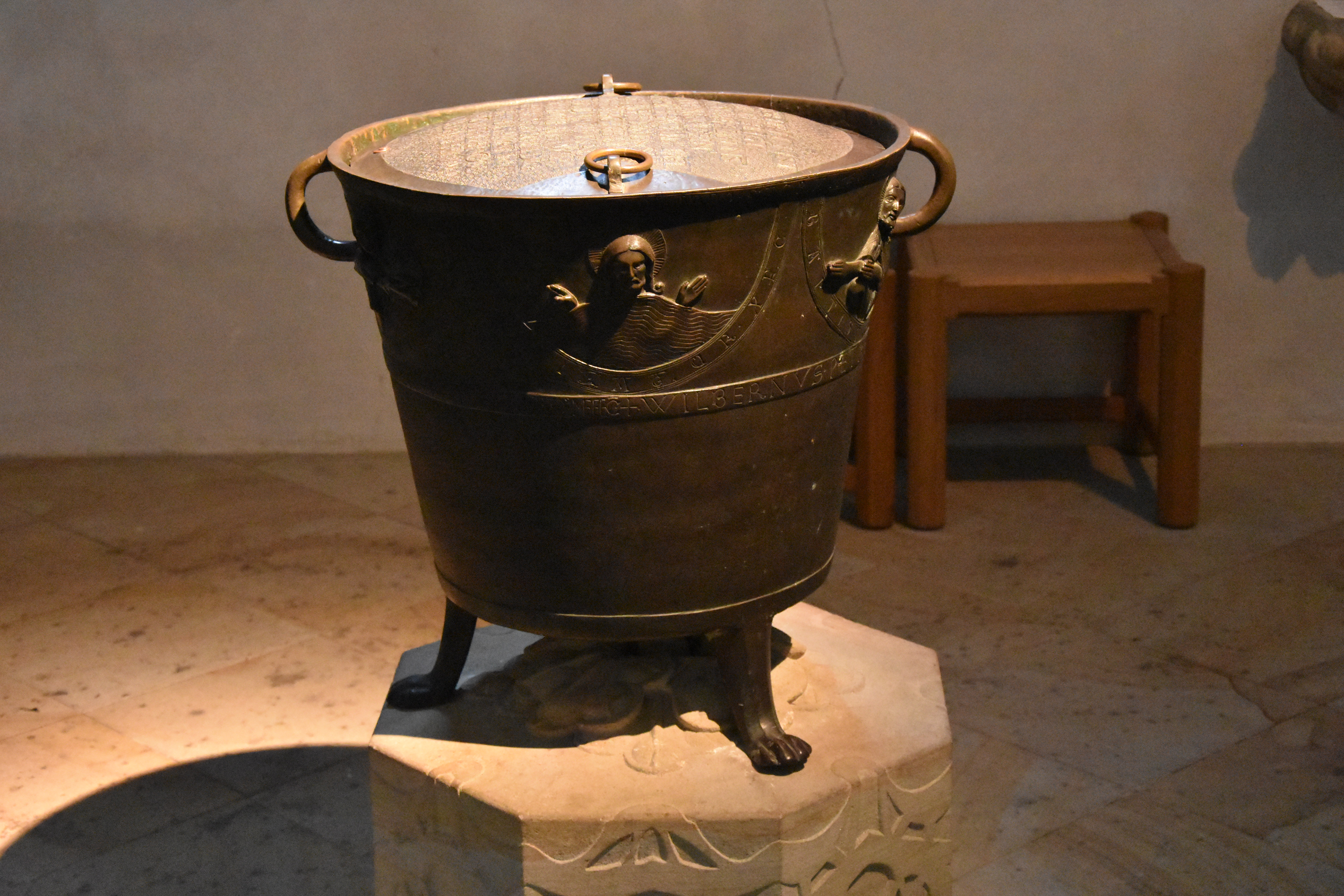
Taufbecken von 1225

Das bronzene Taufbecken aus der Zeit um 1225 nennt in einem Inschriftenband den Namen des Stifters „Wilbernus Petre“. Der Stiftername in lateinischer Form ist mit Wilbrand von Oldenburg, dem Bischof von Paderborn, in Verbindung gebracht worden. Wilbrand stiftete zur selben Zeit das kostbare bronzene Taufbecken des Hildesheimer Doms, wo er 1219–1225 Dompropst war, bevor er 1226 zum Bischof von Paderborn erhoben wurde. Im selben Jahr verwaltete er auch das Bistum Osnabrück. Das Stifterbild des Taufbeckens in Hildesheim ist mit dem lateinischen Namen „Wilbernus“ bezeichnet, daher wird vermutet, dass das Taufbecken in Osnabrück ebenfalls von Wilbrand von Oldenburg gestiftet wurde.

### Apostelfiguren im Langhaus
An den Pfeilern im Mittelschiff befinden sich acht Apostelfiguren aus bemaltem Sandstein. Die überlebensgroßen Figuren waren ursprünglich im Chorumgang aufgestellt. Sie stehen auf Konsolen, deren erneuerte Sockelinschriften die Namen der Apostel tragen. Unterhalb der Inschriften sind die Wappenschilde der jeweiligen Stifter angebracht. An der Konsole des Bartholomäus befindet sich das Wappenschild des Lambert von Snetlage, der von 1496 bis zu seinem Tod 1526 Domdechant war. Die Sandsteinfiguren entstammen der Werkstatt des Bildhauers Evert van Roden in Münster. In dieser Werkstatt sind auch die drei erhaltenen Figuren des 1944 zerstörten Margarethen-Altars in der Zeit um 1520 entstanden, ebenso die um 1525 gefertigte Steinfigur der Rosenkranzmadonna, die zu den qualitätsvollsten Arbeiten Evert van Rodens zählt.

### Kanzel

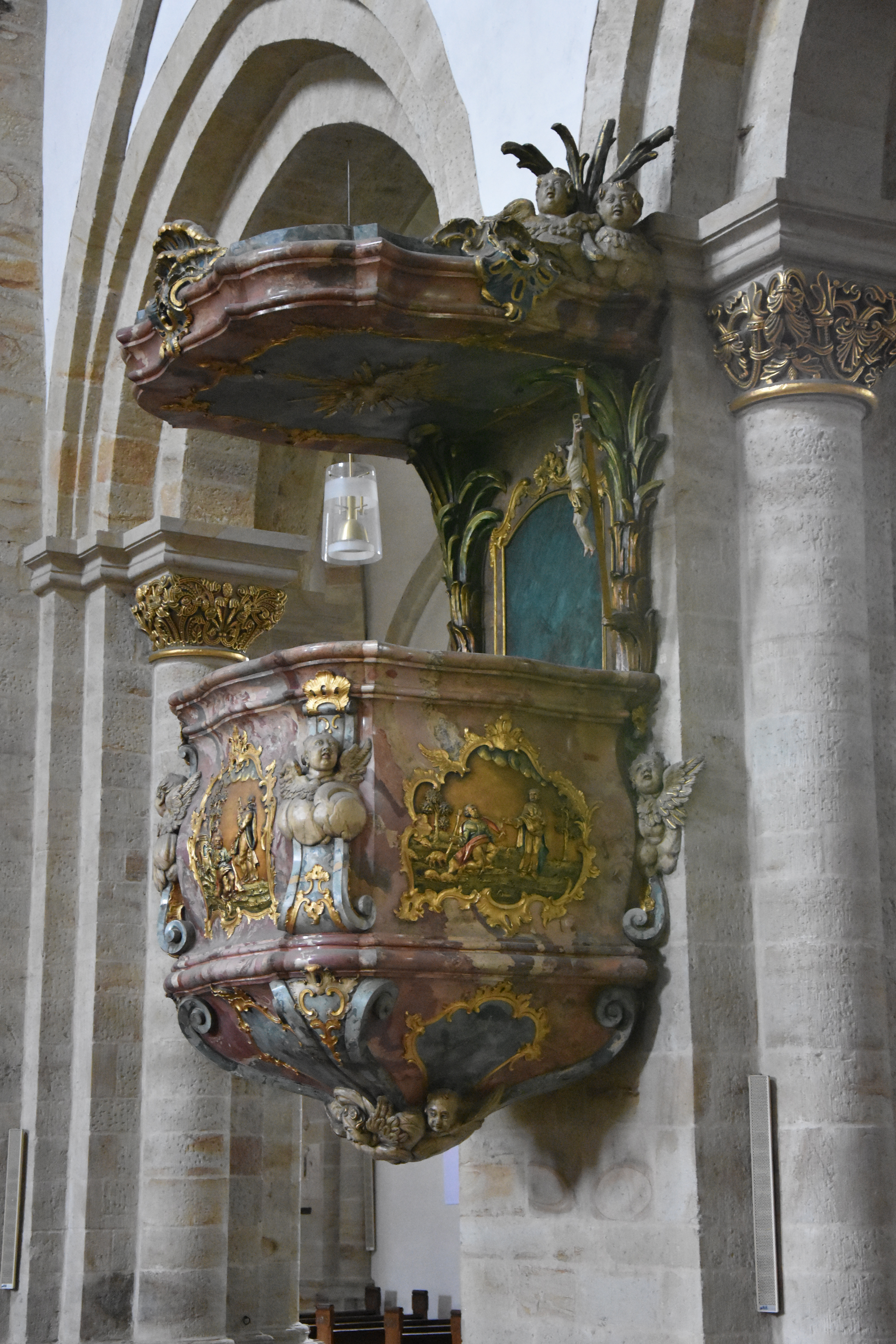
Kanzel von 1751

Zu den wenigen erhaltenen Werken des Rokokos gehört die Kanzel im zweiten Joch des Mittelschiffes. Sie besteht aus rötlich gefärbtem Kunstmarmor und wurde 1752 von Johann Andreas Vogel aus Paderborn gefertigt. Die drei Flachreliefs am Corpus zeigen die Berufung des Apostels Petrus, die im Neuen Testament in dreifacher Weise referiert wird. Der Schalldeckel der Kanzel trug bis 1868 eine Mosesfigur, die heute als verloren gelten muss.

## Orgeln

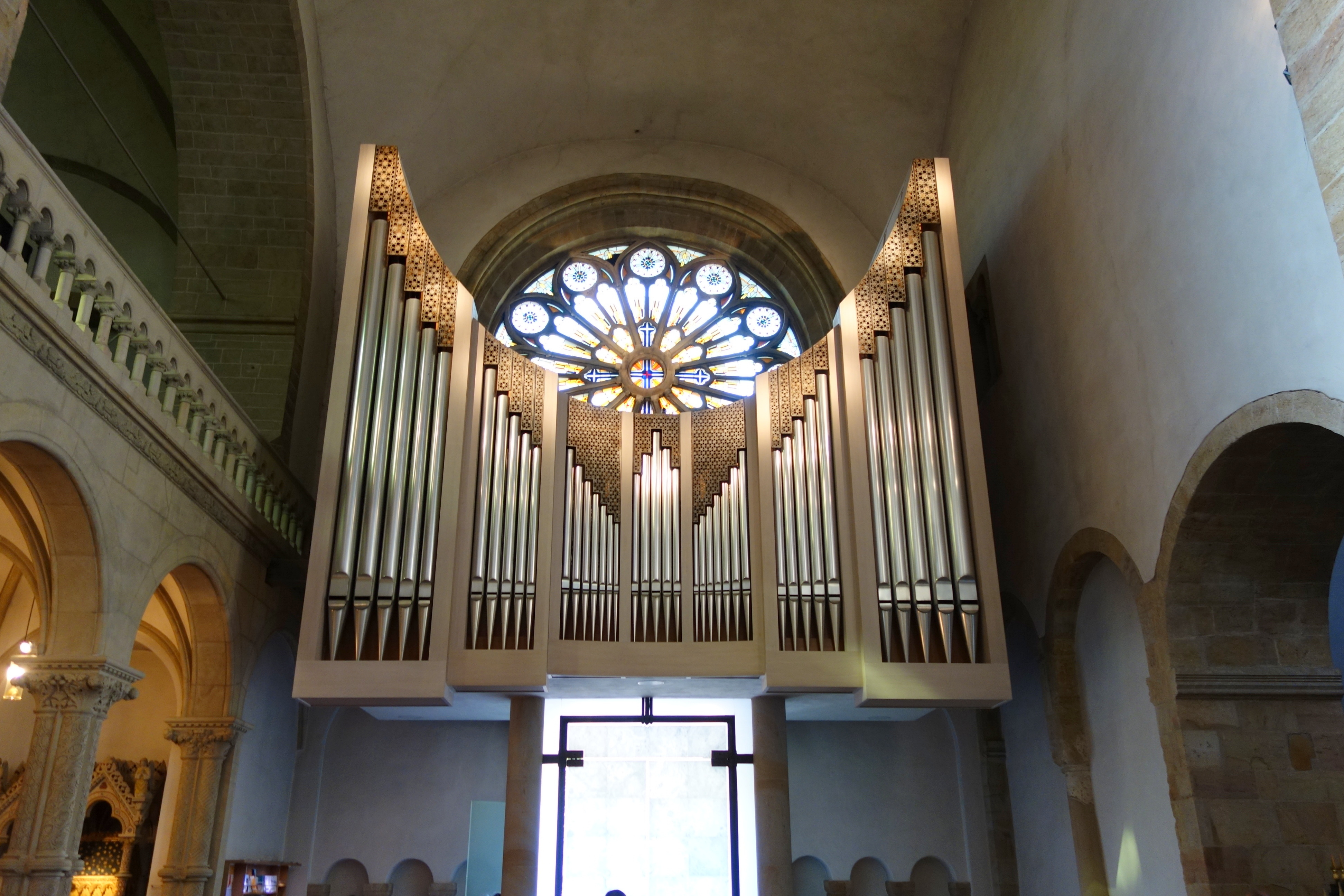
Hauptorgel unter dem romanischen Kreuzgratgewölbe des Westbaues

Der Dom verfügt über zwei Orgeln: Die Hauptorgel im Westwerk, und im nördlichen Querschiff eine kleine Chororgel. Daneben gibt es im (nicht öffentlich zugänglichen) Kirchenmusikseminar im Kreuzgang des Domes eine weitere Orgel der Firma Kreienbrink. Sie dient lediglich als Übungsinstrument für die Schüler des Seminars.

### Hauptorgel
Die Hauptorgel mit 53 Registern wurde 2003 von der Fa. Kuhn (Männedorf, Schweiz) erbaut. Sie ersetzt eine im Südturm in einer Nische akustisch ungünstig platzierte Vorgängerorgel von Franz Breil (1963). Der Standort vor der Rosette ermöglicht eine gute Klangabstrahlung, jedoch war der Platz zwischen der Empore und der Rosette zu klein, um dort ein für diese Kirche ausreichend großes Orgelwerk bauen zu können. Um die Sicht auf das Rundfenster dennoch freizuhalten, wurde die vorhandene Empore abgerissen und etwas tiefer eine neue, auf der die Orgel nun steht, gebaut. Die Spielanlage befindet sich „in“ der Orgel, mittig über der Orgelrückwand, mit Blickrichtung zum Altar. Elektrisch angekoppelt ist ein kleines Turmwerk mit weiteren vier Registern (Kegelladen), das im 1. Stock des großen Südwestturms untergebracht ist. Es ist schwellbar und verfügt über eine Schall-Absorptionskammer.
| I Hauptwerk C–a3 |                  |        |
| 01.              | Principal        | 16′    |
| 02.              | Principal        | 08′    |
| 03.              | Doppelflöte      | 08′    |
| 04.              | Gedeckt          | 08′    |
| 05.              | Viola            | 08′    |
| 06.              | Octave           | 04′    |
| 07.              | Hohlflöte        | 04′    |
| 08.              | Quinte           | 02 ⁄3′ |
| 09.              | Superoctave      | 02′    |
| 10.              | Mixtur major IV  | 02 ⁄3′ |
| 11.              | Mixtur minor III | 01 ⁄3′ |
| 12.              | Kornett II-V     | 08′    |
| 13.              | Trompete         | 16′    |
| 14.              | Trompete         | 08′    |

| II Positiv (schwellbar) C–a3 |                  |        |
| 15.                          | Lieblich Gedeckt | 16′    |
| 16.                          | Geigenprincipal  | 08′    |
| 17.                          | Rohrflöte        | 08′    |
| 18.                          | Dulciana         | 08′    |
| 19.                          | Octave           | 04′    |
| 20.                          | Flûte douce      | 04′    |
| 21.                          | Flageolet        | 02′    |
| 22.                          | Larigot          | 01 ⁄3′ |
| 23.                          | Mixtur IV        | 02′    |
| 24.                          | Sesquialtera II  | 02 ⁄3′ |
| 25.                          | Trompete         | 08′    |
| 26.                          | Englisch Horn    | 08′    |
|                              | Tremulant        |        |

| III Schwellwerk C–a3 |                  |         |
| 27.                  | Salicional       | 16′     |
| 28.                  | Flûte harmonique | 08′     |
| 29.                  | Concertflöte     | 08′     |
| 30.                  | Viola di Gamba   | 08′     |
| 31.                  | Vox coelestis    | 08′     |
| 32.                  | Principal        | 04′     |
| 33.                  | Traversflöte     | 04′     |
| 34.                  | Fugara           | 04′     |
| 35.                  | Nasard           | 02 ⁄3′  |
| 36.                  | Flautino         | 02′     |
| 37.                  | Terz             | 01 3⁄5′ |
| 38.                  | Basson           | 16′     |
| 39.                  | Tuba             | 08′     |
| 40.                  | Oboe             | 08′     |
| 41.                  | Vox humana       | 08′     |
| 42.                  | Clairon          | 04′     |
|                      | Tremulant        |         |

| Pedal C–f1 |                 |        |
| 43.        | Untersatz       | 32′    |
| 44.        | Principal       | 16′    |
| 45.        | Subbass         | 16′    |
| 46.        | Violonbass      | 16′    |
| 47.        | Octavbass       | 08′    |
| 48.        | Gedeckt         | 08′    |
| 49.        | Violoncello     | 08′    |
| 50.        | Choralbass      | 04′    |
| 51.        | Rauschpfeife II | 02 ⁄3′ |
| 52.        | Posaune         | 16′    |
| 53.        | Trompete        | 08′    |

| Turmwerk C–a3 |                  |    |
| 54.           | Stentorgambe     | 8′ |
| 55.           | Klarinette       | 8′ |
| 56.           | Flauto mirabilis | 8′ |
| 57.           | Tuba             | 8′ |

- Koppeln:
  - Normalkoppeln: II/I, III/I, III/II, I/P, II/P, III/P
  - Suboktavkoppeln: III/I
  - Superoktavkoppeln: III/P
  - Turmwerkkoppeln: TW/I, TW/II, TW/III, TW/P
- Anmerkungen

1. ↑  Durchschlagende Zungen.
2. ↑  Zirkularlabium.

### Mutin-Cavaillé-Coll

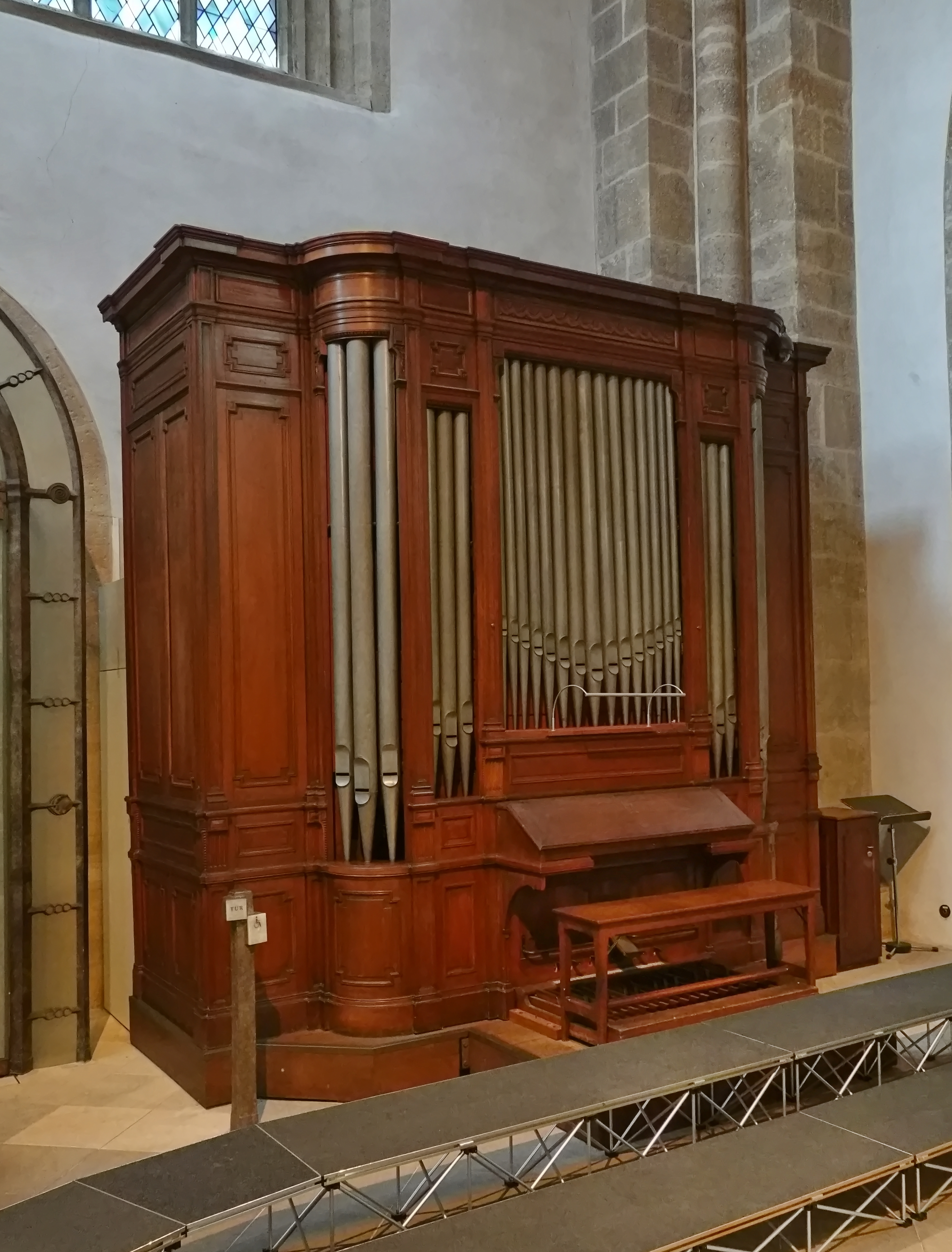
Mutin-Cavaillé-Coll-Orgel aus dem Jahr 1898

Zudem verfügt der Dom seit 1999 über eine Orgelrarität: An der Nordwand des Querschiffs steht als Chororgel ein Instrument aus der Werkstatt Mutin-Cavaillé-Coll, erbaut im Jahre 1898. Die Orgel hat 12 Register mit 3 zusätzlichen Transmissionen ins Pedal. Hinter den stummen Zierpfeifen des Prospekts befinden sich 800 klingende Pfeifen, die sämtlich schwellbar sind.
| I Grand Orgue C– |                  |     |
| 1.               | Principal        | 08′ |
| 2.               | Bourdon          | 16′ |
| 3.               | Flute harmonique | 08′ |
| 4.               | Bourdon          | 08′ |
| 5.               | Prestant         | 04′ |

| II Recit expressif C– |                   |    |
| 0 6.                  | Cor de Nuit       | 8′ |
| 07.                   | Voix-Céleste      | 8' |
| 08.                   | Flûte octaviante  | 4' |
| 09.                   | Plein Jeu 4 rangs |    |
| 10.                   | Trompette harmon. | 8' |
| 11.                   | Basson Hautbois   | 8' |
|                       | Tremulant         |    |

| Pédale C– |                     |     |
| 12.       | Soubasse (aus G.O.) | 16′ |
| 13.       | Basse (aus G.O.)    | 08′ |
| 14.       | Bourdon (aus G.O.)  | 08′ |

- Manualkoppeln (Rec.-G.O., Rec. 16'-G.O.)

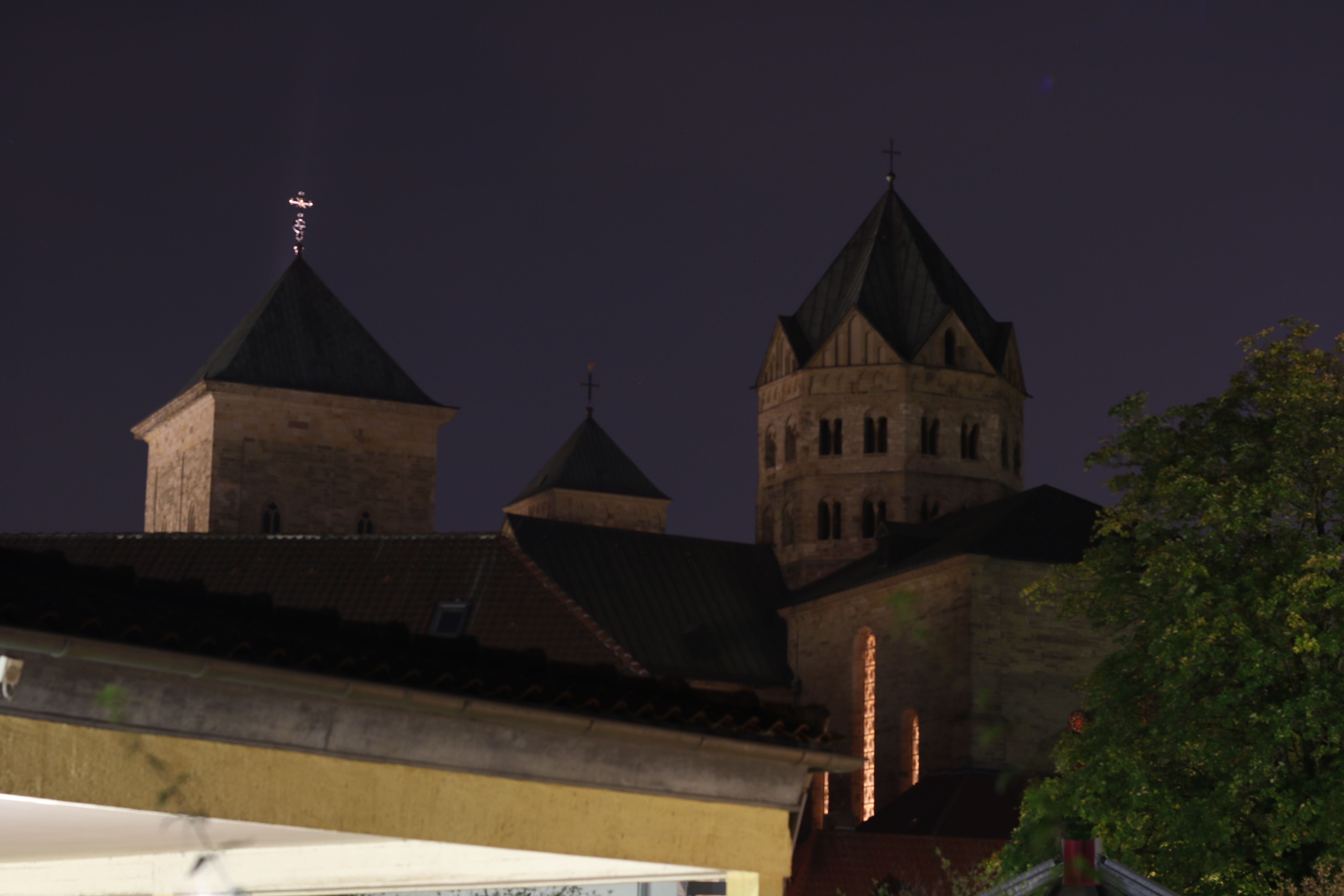
Dom St. Peter bei Nacht

- Pedalkoppeln (G.O.-P, Rec.-P)
- Appelltritt

## Geläut
Bis zum Zweiten Weltkrieg hing im Südturm ein bedeutendes mittelalterliches Geläut, das im Krieg zerstört wurde.
Im stählernen Glockenstuhl des großen Südwestturmes hängt ein sechsstimmiges Gussstahlgeläut, das zu den besten des Bochumer Vereines zählt. Die Glocken wurden in der sogenannten Versuchsrippe 7 (V7), einer Moll-Oktav-Rippe, gegossen. Das 1951 gegossene Gussstahlgeläut des Paderborner Domes erklingt in der gleichen Disposition und gilt als das erste Großgeläut in der damals neu entwickelten V7-Rippe.
| Glocke | Name                       | Gussjahr | Gießer, Gussort | Durchmesser | Masse   | Schlagton (HT-1⁄16) |
| ------ | -------------------------- | -------- | --------------- | ----------- | ------- | ------------------- |
| 1      | Maria Immaculata           | 1954     | Bochumer Verein | 2360 mm     | 4828 kg | fis0 −2             |
| 2      | Petrus                     | 1954     | Bochumer Verein | 1980 mm     | 2804 kg | a0 −2               |
| 3      | Crispinus und Crispinianus | 1954     | Bochumer Verein | 1800 mm     | 2113 kg | h0 −1               |
| 4      | Wiho                       | 1954     | Bochumer Verein | 1600 mm     | 1562 kg | cis1 ±0             |
| 5      | Gosbert                    | 1954     | Bochumer Verein | 1350 mm     | 0933 kg | e1 ±0               |
| 6      | Adolf von Tecklenburg      | 1954     | Bochumer Verein | 1180 mm     | 0623 kg | fis1 ±0             |

## Gemeindeleben (Auswahl)
Die Petrusgemeinde unterhält einen Kinderchor, der unter anderem schon für Aufnahmen von Weihnachtsmusik zur Verfügung stand.
Im Kirchenraum finden neben den rein kirchlichen Nutzungen auch Kulturveranstaltungen statt, die mit christlichen Themen in Zusammenhang stehen.